# Barrage Stukely
Barrage Stukely är en dammbyggnad i Kanada.   Den ligger i regionen Estrie och provinsen Québec, i den sydöstra delen av landet, 270 km öster om huvudstaden Ottawa. Barrage Stukely ligger 286 meter över havet. Den ligger vid sjön Lac Bowker.
Terrängen runt Barrage Stukely är platt åt nordväst, men åt sydost är den kuperad.Närmaste större samhälle är Magog, 15,4 km söder om Barrage Stukely. 
I omgivningarna runt Barrage Stukely växer i huvudsak lövfällande lövskog. Runt Barrage Stukely är det ganska glesbefolkat, med 39 invånare per kvadratkilometer.